# Slaraffenland (album)
Slaraffenland er det niende studiealbum af den danske popgruppe tv·2. Det blev udgivet i 1991 på Pladecompagniet. Albummet har solgt 57.000 eksemplarer.

## Spor
Alt tekst og musik er skrevet af Steffen Brandt.
| #   | Titel                        | Længde |
| --- | ---------------------------- | ------ |
| 1.  | "Tal til mig"                | 5:23   |
| 2.  | "Alt hva du ønsker"          | 3:58   |
| 3.  | "Shit"                       | 3:48   |
| 4.  | "Aldrig gi mig chancen igen" | 2:44   |
| 5.  | "Mean Blues"                 | 4:35   |
| 6.  | "Den store kærlighed"        | 4:16   |
| 7.  | "Sex ka osse være sjov"      | 4:12   |
| 8.  | "Kold som kiks"              | 4:12   |
| 9.  | "Tumpernes park"             | 3:46   |
| 10. | "Kedelig historie"           | 8:40   |

## Hitlist
| Hitliste (1991) | Højeste placering |
| --------------- | ----------------- |
| Danmark (IFPI)  | 4                 |

## Medvirkende

### Produktion
- Henrik Nilsson – producer og teknik
- tv·2 – co-producer
- Allan "(hedder du osse Jørgen)" Larsen – ass. teknik
- Werner Scherrer – mobilcheck
- Poul Martin Bonde – supervision
- Jan Degner – supervision
- Bo Andersen – supervision

### Musikere
- Steffen Brandt – tekst, musik, vokal, keyboards og citar
- Hans Erik Lerchenfeld – guitar
- Georg Olesen – bas
- Sven Gaul – trommer
- Niels Hoppe – saxofon og arrangement
- Knud Erik Nørgaard – trompet
- Christian Høeg – trombone
- Henrik Nilsson – hammondorgel og diverse keyboards
- Jacob Andersen – percussion
- Christian Sievert – spansk guitar
- Ivan Pedersen – kor
- Michael Roupé – kor
- Johannes Stærk – kor
- Bent Styver – kor
- Zindy Laursen – kor
- Lei Moe – kor
- Lupe Moe – kor